# ウラディミール・ゴルシュマン

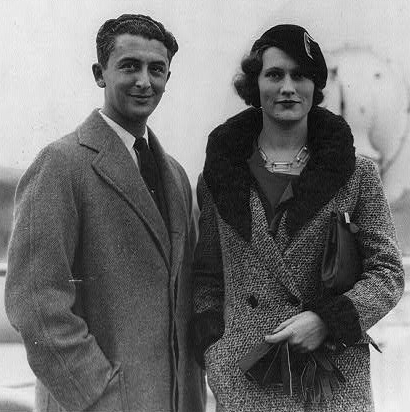
ウラディミール・ゴルシュマン

ウラディミール・ゴルシュマン（Vladimir Golschmann, 1893年12月16日 - 1972年3月1日）はフランス出身のアメリカ合衆国の指揮者。

## 略歴
パリでロシア系ユダヤ人の家庭に生まれる。幼少時にピアノとヴァイオリンを学び、スコラ・カントルムに進学し、1919年に自らコンサート「コンセール・ゴルシュマン」を企画して同時代の作曲家の作品を積極的に指揮した後、ロシア・バレエ団に指揮者として入団し、1923年まで留まった。1923年からはアメリカに渡り、1924年にはニューヨーク交響楽協会を指揮した。
その後はヨーロッパに戻ってフリーの立場で活動したが、1928年から1930年まではスコットランド管弦楽団の首席指揮者を務めている。1931年にはセントルイス交響楽団に客演したのがきっかけで、このオーケストラの首席指揮者に就任し、25年間、この職に留まった。1934年にはアメリカに定住することを決意し、1947年に市民権を獲得している。1957年にはジョージ・ワシントン大学の客員教授を務め、1958年から1961年まではトゥルサ交響楽団、1964年から1970年までデンヴァー交響楽団の首席指揮者を務めた。
ニューヨークで没。

## 評価
指揮者のウォルター・ダムロッシュは、ゴルシュマンについて「生まれついての指揮者であり、人を惹きつける人格を持ち、ドイツの古典とフランスの近代作品のどちらにも才能を示している」と評している。